# Rio do Peixe (vattendrag i Brasilien, São Paulo, lat -22,82, long -48,08)
Rio do Peixe är ett vattendrag i Brasilien.   Det ligger i delstaten São Paulo, i den sydöstra delen av landet, 800 km söder om huvudstaden Brasília.
Omgivningen kring Rio do Peixe är en mosaik av jordbruksmark och naturlig växtlighet. Området är mycket glesbefolkat, med 5 invånare per kvadratkilometer.